# Petersburger Platz
Der Petersburger Platz im Berliner Ortsteil Friedrichshain ist ein rechteckiger Platz, der sich parallel zur Petersburger Straße zwischen Mühsamstraße und Straßmannstraße befindet. Der Platz war im Bebauungsplan der Stadt als Platz M der Abteilung XIII² verzeichnet. Am 4. August 1897 wurde er wie die schon existierende, an seiner Längsseite verlaufende Verkehrsstraße nach der damaligen russischen Hauptstadt Sankt Petersburg benannt. Er trug diesen Namen bis zu seiner Umbenennung in Kotikowplatz am 1. September 1982.

## Historie
Der Platz erhielt seinen neuen Namen anlässlich des 80. Geburtstages des kurz zuvor verstorbenen Ost-Berliner Ehrenbürgers und ehemaligen Stadtkommandanten Alexander Kotikow, dessen Name bei vielen Ost-Berlinern mit der von ihm initiierten Einführung eines warmen Mittagessens für Arbeiter und Angestellte in zahlreichen Betrieben des sowjetischen Sektors assoziiert wurde. Da Kotikow maßgeblich zur politischen Teilung Berlins beigetragen hatte, wurde ihm die Ehrenbürgerwürde 1992 wieder aberkannt. Der Platz trägt seit dem 1. Dezember 1991 wieder seinen ursprünglichen Namen.
Der Platz selbst ist ein kleiner Park mit Rasenfläche und einem verhältnismäßig großen Kinderspielplatz. Einen Blickfang bildet seit 1993 der Kugelbrunnen mit einer großen Marmorkugel, die eine stilisierte Erdkugel darstellt. Der Brunnen gibt sein Wasser unter der Marmorkugel ab, sodass die Kugel auf einem Wasserfilm beweglich gelagert ist. In der kalten Jahreszeit ist der Brunnen abgeschaltet; die Kugel liegt dann in einer steinernen Vertiefung und wird durch einen hölzernen Kasten vor der Witterung geschützt.
Am Petersburger Platz befindet sich die Pfingstkirche.